# جاستن ليونارد
جاستن ليونارد (بالإنجليزية: Justin Leonard)‏ هو لاعب غولف أمريكي، ولد في 15 يونيو 1972 في دالاس في الولايات المتحدة.

## وصلات خارجية
- الموقع الرسمي
- جاستن ليونارد على موقع رابطة لاعبي الغولف المحترفين (الإنجليزية)
- جاستن ليونارد على موقع رابطة اليابان للاعبي الغولف المحترفين (الإنجليزية)
- جاستن ليونارد على موقع التصنيف العالمي الرسمي للغولف (الإنجليزية)
- جاستن ليونارد على موقع إن إن دي بي (الإنجليزية)